# Abu Omar

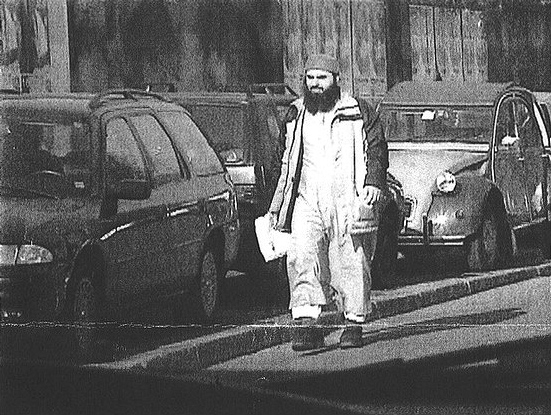
Hassan Mustafa Osama Nasr auf einem Überwachungsbild der CIA

Osama Nasr Mostafa Hassan (arabisch حسن مصطفى أسامة نصر), auch Imams Abu Omar (* 18. März 1963 in Alexandria, Ägypten) ist ein ägyptischer Kleriker, der 2003 in einer Antiterroraktion des US-amerikanischen Auslandsgeheimdienstes CIA, unter Beteiligung des italienischen Militärnachrichtendienstes SISMI, am hellichten Tag auf offener Straße in Mailand entführt wurde. Der damals unter Terrorverdacht stehende Imam einer Moschee in Mailand wurde rechtswidrig nach Ägypten verbracht und zur Vernehmung den dortigen Behörden übergeben. Nach eigenen Angaben wurde er monatelang gefoltert. Trotz massiver politischer Einflussnahmen der US-amerikanischen und italienischen Regierungen wurden die Beteiligten der Antiterroroperation, teilweise in Abwesenheit, angeklagt.
Durch die anschließenden Gerichtsverfahren gelangten erstmals umfangreiche Details der umstrittenen Antiterrorstrategie der George-W.-Bush-Regierung, die „außerordentliche Überstellung“ (extraordinary rendition) von Terrorverdächtigen durch die CIA, in die weltweilte öffentliche Aufmerksamkeit.

## Früheres Leben
Abu Omar gehörte in Ägypten der islamistischen Organisation Gamaa Islamija an. Als diese von der ägyptischen Regierung verboten wurde, floh er und lebte seit 1997 in Italien. 2001 wurde er als politischer Flüchtling anerkannt. Abu Omar wurde verdächtigt, als Prediger in einer Mailänder Moschee einem Terroristennetzwerk anzugehören. In der Mailänder Islamistenszene hatte er gegen die USA gehetzt und selbst in Afghanistan gekämpft. Die Antiterroreinheit der Mailänder Polizei verfolgte ihn daher, ebenso wie der CIA. Der CIA hatte der Mailänder Polizei High-Tech-Mikrofone für den Lauschangriff auf den Prediger organisiert. Sie hielten den Iman für eine Schlüsselfigur der fundamentalistischen Szene in Norditalien. Er stand im Verdacht, islamistische Krieger für den Dschihad in Kaschmir, Tschetschenien und Afghanistan und später für den Irak rekrutiert zu haben.

## Die Entführung
Am frühen Nachmittag des 17. Februar 2003, etwa einen Monat vor Beginn des Irakkriegs, befand sich Omar in Mailand auf seinem üblichen Weg zu einer Moschee. In der Via Guerzonier wurde er auf offener Straße vor den Augen diverser Passanten von einem CIA Team und einem Polizisten der Raggruppamento Operativo Speciale (ROS), einer Spezialeinheit der Carabinieri, in einen weißen Lieferwagen gezerrt, gefesselt und mit verbundenen Augen entführt. Von dort wurde er zur Air Force Base Aviano gebracht und in einem geleasten Learjet auf die Ramstein Air Base nach Deutschland geflogen. Bei dem Zwischenstopp auf dem rheinland-pfälzischen US-Stützpunkt wurde der terrorverdächtige Iman gegen 20:30 Uhr in eine Gulfstream-Maschine verbracht und nach Kairo weitergeflogen.
In Ägypten wurde der Iman den dortigen Behörden zur Vernehmung übergeben und zunächst in die Zentrale des nationalen Nachrichtendienstes verbracht. Nach eigenen Angaben Abu Omars wurde er von einheimischen Ermittlern u. a. durch Elektroschocks, laute Musik, Schläge und sexuelle Misshandlungen gefoltert. Laut Amnesty International wurde ihm jeglicher Kontakt zu seiner Familie oder Rechtsanwälten verwehrt. Abu Omar wurde weder angeklagt noch vor ein Gericht gestellt.
Diverse Verfügungen ägyptischer Gerichte, ihn aus der Haft zu entlassen, blieben folgenlos. Nach Angabe seines Anwalts verfasste in Reaktion auf die Verfügungen der Innenminister jeweils ein Dekret, das die weitere Haft anordnete.
Nach mehr als einjähriger Gefangenschaft wurde Abu Omar am 20. April 2004 zunächst freigelassen, kurz darauf, am 12. Mai 2004, erneut von den ägyptischen Verantwortlichen verhaftet.
Am 11. Februar 2007 erklärte sein Anwalt, Abu Omar sei wieder bei seiner Familie und wolle im Prozess gegen seine Entführer aussagen. Im Anschluss lebte er mit seiner Familie in Alexandria.

## Ermittlungen

### Ermittlungen Italiens
Nach seiner ersten Entlassung aus dem Gefängnis im April 2004 rief Abu Omar seine Ehefrau in Mailand an. Die italienischen Ermittler hörten das Gespräch ab und wurden durch den Inhalt des Telefonats in ihrem Verdacht einer Entführung bestätigt.
Der Staatsanwaltschaft Mailands gelang daraufhin die Aufklärung der Entführung mittels Auswertung von Mobilfunk-Metadaten, welche die CIA-Operation verrieten und die beteiligten Agenten enttarnten. Anhand einer Zeugenaussage, wo der Iman wann zuletzt gesehen wurde, ließ sich der Tatort und -zeitpunkt eingrenzen. Die Ermittler forderten von den Mobilfunkprovidern die Funkzelldaten, um herauszufinden, welche Mobiltelefone sich am Tattag in der Nähe des Tatortes befunden haben. Hiernach wurden die Mobilfunkdaten nach Mustern und Zusammenhängen untersucht. Es stellte sich heraus, dass eine Reihe von Handy ausschließlich untereinander kommunizierten. Die Auswertung der Einbuchungen in Funkzellen ermöglichte es den Ermittlern, Bewegungsprofile der Besitzer zu erstellen. Da einige Telefone nachts nicht ausgeschaltet waren, wurde in Hotels nach amerikanischen Gästen gesucht.
Die italienische Staatsanwaltschaft identifizierte 22 an der Entführung Beteiligte namentlich. Die 22 US-amerikanischen Staatsbürger (eine Diplomatin der US-Botschaft in Rom und 21 CIA-Agenten) wurden beschuldigt, den Plan zur Entführung des Ägypters ausgearbeitet, organisiert und durchgeführt zu haben.
Nach Angaben von Amnesty International sammelten die italienischen Ermittler Beweise in Form von Aufzeichnungen von Mobiltelefonen, Abhörprotokollen und Videoaufzeichnungen, die zu einem Beamten im US-Konsulat, der als ranghöchster CIA-Agent Mailands galt. In seinem Haus fanden die Ermittler dann einen Computer mit Fotos von Abu Omar, eine Karte mit der besten Route zum Luftwaffenstützpunkt Aviano, Flugtickets auf den Namen des CIA-Agenten für eine Reise nach Kairo sowie verfängliche E-Mails. Die Beweise belasteten auch 25 andere CIA-Agenten und US-Beamte.
Die Staatsanwaltschaft erhob Anklage und beantragte 2005 und 2006 nationale und internationale Haftbefehle. Die Mailänder Justiz erließ im Dezember 2005 die beantragten Haftbefehle wegen des Verdachts der Entführung.
Im Juli 2007 stellte der Oberstaatsanwalt von Mailand formelle Auslieferungsanträge. Die eingeleiteten Auslieferungsverfahren stießen auf starke politische Gegenwehr. Die Regierungen Italiens (zunächst das Kabinett Berlusconi III, danach das Kabinett Berlusconi IV) lehnte es ab, die Auslieferungsersuchen hinsichtlich der 26 verdächtigen US-Bürger an die USA weiterzuleiten. Die italienische Regierung hat vielmehr im Oktober 2007 einem parlamentarischen Ermittlungsausschuss mitgeteilt, dass ein möglicher Kontakt zwischen der amerikanischen und italienischen Regierung in diesem Fall durch staatliche Geheimhaltung geschützt sei. Auch ihre Vernehmungen als Zeugen lehnte die Regierungschefs Silvio Berlusconi und sein Vorgänger Romano Prodi unter Berufung auf das Staatsgeheimnis ab. Später wurde öffentlich, dass die USA massiven Druck auf die italienische Regierung ausgeübt hatte, um diese zu veranlassen, die Justiz zu beeinflussen.
Zuvor hatte die italienische Regierung und der italienische Militärgeheimdienst Servizio per le Informozioni e In Sicurezza Militare (SISMI) geleugnet, vor der bevorstehenden Antiterroraktion durch die CIA informiert worden zu sein. Die ermittelnde Staatsanwaltschaft hat hingegen durch Verhöre des ehemaligen Vize-Leiters des SISMI und mehrerer ebenfalls verhafteter Mitarbeiter erfahren, dass der SISMI die CIA durch Amtshilfe aktiv unterstützt hatte.
Entsprechend war auch gegen Mitarbeiter des SISMI Ermittlungen eingeleitet und schließlich Anklage wegen Beteiligung an einer Entführung erhoben. Am 5. Juli 2006 wurde der Direktor sowie ein ranghoher Agent der SISMI verhaftet.
Die US-amerikanische Regierung hatte auf allen diplomatischen Kanälen die Regierung in Rom dazu gedrängt, ein öffentliches Verfahren zu verhindern.

### Ermittlungen Deutschlands
Aufgrund des zwischenzeitlichen Aufenthalts Abu Omars auf dem Militärflughafen Ramstein sowie Indizien, dass auch eine CIA -Struktur in Deutschland verwickelt war, wurden auch in Deutschland Ermittlungen der Staatsanwaltschaft eingeleitet. Denn, da die CIA-Agenten nicht Soldaten der stationierten NATO-Einheit in Ramstein waren, unterfielen sie auch nicht dem NATO-Truppenstatut, sondern deutschem Recht. Der Generalbundesanwalt betonte, dass die deutschen Strafverfolgungsbehörden daher zuständig seien und die CIA-Agenten sie wie jeden anderen Zivilisten behandelten.
Nach sachlicher Prüfung lehnte der Generalbundesanwalt die Einleitung eines offiziellen Ermittlungsverfahrens gegen die CIA-Agenten im August 2005 ab und begründete dies mit der Unzuständigkeit der Behörde. Er vertrat die Rechtsauffassung, die Entführung Abu Omars sei nicht erfolgt, um ihn der der Gefahr auszusetzen, aus politischen Gründen verfolgt zu werden, sondern zur Terrorabwehr. Eine in Verantwortung der Karlsruher Behörde fallende Verschleppung gem. § 243a war daher bereits tatbestandlich ausgeschlossen.
Die Staatsanwaltschaft Zweibrücken ermittelte seit Juli 2005 im Fall. Nach umfangreichen Recherchen leitete sie im November 2005 ein offizielles Ermittlungsverfahren wegen Verdachts der Freiheitsberaubung gem. § 239, der Nötigung gem.§ 240 und gegebenenfalls auch der Geiselnahme gem. § 239 gegen unbekannt ein. Die Staatsanwaltschaft bat sowohl die US-amerikanischen Behörden als auch die italienischen Behörden um Benennung der Namen der Agenten, die Abu Omar in Ramstein von Flugzeug zu Flugzeug verbracht hatten. Beide Regierungen lehnten unter Berufung auf Staatsgeheimnisse die Nennung ab. Weil somit die Staatsanwaltschaft nicht klären konnte, welcher der CIA-Agenten auf dem rheinland-pfälzischen Militärflughafen den deutschen Boden betrat, stellte sie die Ermittlungen mangels Erfolgsaussicht im Februar 2009 ein.

### Ermittlungen der Schweiz
Aufgrund des überflogenen Schweizer Luftraums beim Flug auf dem Weg nach Kairo von Italien nach Deutschland ermittelte auch die dortige Bundesanwaltschaft. Eine Liste der gesuchten Geheimdienstmitarbeiter veröffentlichte die Schweizer Zeitung Blick.

## Strafverfahren

### Erste Instanz
Nach Eröffnung des Hauptverfahrens gegen die Angeklagten im Februar 2007 wurde der erste Verhandlungstermin des Strafverfahrens im Justizpalast Mailands im Juni 20007 anberaumt. Zu diesem Zeitpunkt waren insgesamt 33 Personen angeklagt: 26 Amerikaner (25 amerikanische CIA-Agenten und CIA-Führungspersonen und eine weitere Person mit amerikanischen Pass) sowie 7 italienische Staatsangehörige (2 Führungspersonen und 4 Agenten des italienischen SISMI und ein Carabinieri) wurden der Entführung beschuldigt.
Da die italienische Regierung die Geheimdienstoperation zu einer Angelegenheit der nationalen Sicherheit erklärte, beriefen sich die SISMI Angeklagten auf die Geheimhaltungspflicht.
Der Prozessbeginn verzögerte sich, da die italienische Regierung im Februar und März 2007 Klage beim Verfassungsgericht einreichte. Sie machte geltend, die Justiz hätte ihre Befugnisse überschritten, indem sie Verschlusssachen sichteten und Mitarbeiter des Nachrichtendienstes abhörten. Am 18. Juni 2007 wurde der Prozess bis zur Entscheidung des Verfassungsgerichts ausgesetzt. Am 11. März 2009 entschied das italienische Verfassungsgericht, dass einige Beweismittel nicht offengelegt werden dürfen, da sie Fragen der nationalen Sicherheit Italiens betreffen. Dies umfasste sowohl Dokumente als auch Zeugenaussagen zu dem Verhältnis der SISMI und der CIA.
Am 19. März 2009 wurde der Strafprozess unter dieser Bedingung wiedereröffnet. Unter Berufung auf das Urteil beantragten die Verteidigungen den Freispruch aller Angeklagten oder die sofortige Einstellung des Verfahrens. Am 20. Mai 2009 entschied das Gericht, das Verfahren fortzuführen.
Im November 2009 fiel das Urteil für die Entführung und illegalen, geheimen Inhaftierungen von Abu Omar: Das italienische Gericht verurteilte 22 Angeklagte in Abwesenheit zu 5 Jahren Haft. Ein weiterer Angeklagter erhielt in Abwesenheit acht Jahre Haft. Drei amerikanische Botschaftsmitarbeiter wurden wegen ihres diplomatischen Status und der damit einhergehenden Immunität freigesprochen.
Den Verurteilten wurde zusammen aufgegeben, Abu Omar eine Million Euro und seiner Frau 500.000 Euro Entschädigung zu zahlen.
Der beteiligte Carabinieri war geständig und kooperierte mit den Ermittlern. Er erhielt eine Bewährungsstrafe von einem Jahr und neun Monaten.
Sowohl die Staatsanwaltschaft als auch Abu Omar gingen in Berufung.

### Zweite Instanz Appellationsgericht(Corte di Appello)
Im Berufungsverfahren bestätigte das Appellationsgericht in Mailand im Dezember 2012 die Urteile gegen die 25 US-amerikanischen und italienischen Sicherheitsbeamte zwischen sieben und neun Jahren. Auch die Einstellung des Verfahrens gegen fünf hochrangige Verantwortliche des italienischen Geheimdienstes aus Gründen der Staatssicherheit bestätigte das Mailänder Gericht.

### Dritte Instanz Kassationsgerichtshof(Corte Suprema di Cassazione)
Der angerufene Kassationsgerichtshof beurteilte im September 2012 die Nichteinbeziehung der Unterlagen mit der Begründung, die italienische Beteiligung an der Entführung sei ein Staatsgeheimnis, als rechtswidrig. Staatsgeheimnisse dürften nicht vor der Bestrafung von Verbrechen schützen, so die Begründung des Gerichts. Die Verfahren gegen die zwei Geheimdienstchefs wurden zur erneuten Verhandlung zurückverwiesen.
Die Verurteilung des Leiters des CIA-Stützpunktes in Rom mit einer Haft zu neun Jahren sowie die zweier weiterer CIA-Mitarbeiter zu sieben Jahren Haftstrafen wurden bestätigt.

### Erneute Entscheidung Appellationsgericht Februar 2013
In dem ans Berufungsgericht zurückverwiesene Verfahren erging gegen die beiden SISMI Verantwortlichen im Februar 2013 ein Urteil: Der Geheimdienstchef wurde zu 10 Jahren und sein Vize zu 9 Jahren Freiheitsstrafe wegen Beteiligung an der vom amerikanischen Geheimdienst organisierten Entführung verurteilt. Drei weitere Agenten des SISMI wurden zu sechs Jahren Haft verurteilt. Bestätigt wurde auch die an Abu Omar zu zahlende eine Million Entschädigungszahlung.
Einer der von der italienischen Justiz gesuchten CIA-Agenten wurde im Juli 2013 in Panama festgenommen, jedoch nicht ausgeliefert.

### Erneute Entscheidung des Kassationsgerichts 2014 nach erneuter Entscheidung des Verfassungsgerichts
2014 sprach das Kassationsgericht erneut und endgültig den früheren Chef des Militärgeheimdienstes SISMI und seinen Vize sowie drei weitere italienische Geheimdienstler frei. Zuvor hatte das erneut angerufene Verfassungsgericht entschieden, dass die Regierung (indes) das Recht habe, durch Erklärung eines Staatsgeheimnisses die Geheimdienstspitzen zu schützen und die Details der Beziehung zwischen der CIA und dem Militärgeheimdienst SISMI der Öffentlichkeit vorzuenthalten.

## Internationale Untersuchungen

### Deutscher Bundestag
In Deutschland hatte für den Deutschen Bundestag das Parlamentarische Kontrollgremium die Verwicklung deutscher Nachrichtendienste in die Antiterroraktivitäten der CIA untersucht, konkret auch anhand des Falls Abu Omar. Als Ergebnis wurde davon ausgegangen, dass die deutsche Regierung erst im Juni 2005 von den Ereignissen Kenntnis erlangte. Der damalige Verfassungsschutzpräsident und der damalige BND-Präsident gaben an, erst durch die Medien von der Entführung und von der Nutzung deutschen Luftraums für Renditions erfahren zu haben. Man habe sich auf die Zusicherung der damaligen US-amerikanischen Außenministerin verlassen, dass Washington im Antiterrorkamp die deutsche Souveränität achten wolle.

### Europäisches Parlament und Europarat
2006 hat das Europäische Parlament auch den Fall Abou Omar betrachtet und beschlossen, einen nichtständigen Ausschuss zu der vermuteten Heranziehung europäischer Staaten für die Beförderung und die unrechtmäßige lnhaftierung von Gefangenen durch die CIA zu bilden.
Der Sonderbeauftragte des Europarats, Dick Marty, der die Kooperation europäischer Regierungen beim System der Black Sites untersuchte, nannte den Fall Abu Omar in seinem Abschlussbericht „unzweifelhaft einen der wohlbekanntesten und bestdokumentierten Fälle von ‚außerordentlicher Überstellung‘ (extraordinary rendition)“.

## Verurteilung Abu Omars
Abu Omar wurde 2013 (ebenfalls in Abwesenheit) wegen Angehörigkeit zu einer internationalen terroristischen Vereinigung zu sechs Jahren Haftstrafe verurteilt. Nach Ansicht der Staatsanwaltschaft arbeitete Abu Omar zwischen 2000 und 2003 mit 13 Aktivisten zusammen mit dem Ziel, Akte von terroristischer Gewalt in Italien und im Ausland auszuführen. Abu Omar bestritt die Anschuldigen und beteuerte stets seine Unschuld. Seine Strafverfolgung sei politisch motiviert. Er gab an, die CIA hätte ihm zwei Millionen Dollar und die US-Staatsbürgerschaft angeboten, wenn er Stillschweigen über seine Geschichte bewahren würde.

## Urteil des Europäischen Gerichtshofs für Menschenrechte
2016 hat der Europäische Gerichtshof für Menschenrechte (EGMR) Italien für die Entführung mitverantwortlich gemacht. Italien sei über die Entführung auf dem Laufenden gewesen und habe das Staatsgeheimnis missbraucht, um den Verantwortlichen Straffreiheit zu gewähren, so die Straßburger Richter. Hierdurch seien mehrere Artikel der Europäischen Menschenrechtskonvention (u. a. das Folterverbot und das Recht auf Schutz des Familienlebens) verletzt worden. Die Regierung Italiens wurde verurteilt, Abu Omar 70.000 Euro und seiner Frau 15.000 Euro Schmerzensgeld zu zahlen.